# 문산북중학교
문산북중학교(文山北中學校)는 대한민국 경기도 파주시 문산읍 당동리에 있는 공립 중학교이다.

## 학교 연혁
- 1961년 2월 28일 : 문산중학교 임진분교로 설립인가
- 1961년 4월 3일 : 임진고등학교 병설중학교로 승격
- 1961년 4월 10일 : 임진고등학교 병설중학교로 개교
- 1961년 5월 30일 : 초대 석성균 교장 취임
- 1962년 2월 12일 : 제1회 임진중학교 졸업 105명
- 1965년 8월 26일 : 문산북중학교로 교명 변경
- 1965년 12월 24일 : 문산북중학교 학칙변경 (12학급 인가)
- 1989년 2월 23일 : 중고등학교 교사 교환
- 1996년 7월 1일 : 실내 체육관 준공
- 2001년 12월 19일 : 중학교 교실(5층) 증축 준공
- 2018년 3월 1일 : 제17대 백안영 교장 취임
- 2021년 1월 11일 : 중학교 제60회 92명 졸업(총 11,212명)
- 2021년 3월 2일 : 중학교 신입생 91명 입학

## 참고 자료
- 문산북중학교 - 한국교육학술정보원 학교알리미